# 阿佐谷站
阿佐谷站（日语：／ Asagaya eki */?）是位於日本東京都杉並區阿佐谷南三丁目，屬於東日本旅客鐵道（JR東日本）中央本線的鐵路車站。中央線快速電車的車站編號是JC 08、中央·總武線各站停車是JB 05。
作為運行系統有行走急行線的中央線快速電車與行走緩行線的中央·總武線各站停車2個系統停靠。但是中央線快速電車只限平日繁忙時段停靠（參見「中央線快速#快速停車站有關討論」）。另外，依據特定都區市內，本站屬於「東京都區內」。

## 車站構造
本站是一高架車站，設有兩個出口：北口（中杉通側）和西口（側）。其中中杉通側出口設有購物商場「Dila 阿佐谷」。
本站共有2座島式月台，由快速線、緩行線分別使用1座。周末及公眾假期時由於快速線列車全日通過本站，3、4號月台亦同時會被封閉。而平日快速線列車雖然在中野以西路段為各站皆停，但方向幕仍顯示列車種類為「快速」，避免與以三鷹為終點的緩行線混淆。

### 月台配置
| 月台 | 路線                         | 方向 | 目的地                           |
| ---- | ---------------------------- | ---- | -------------------------------- |
| 1    | 中央·總武線（各站停車）      | 西行 | 三鷹方向                         |
| 2    | 中央·總武線（各站停車）      | 東行 | 新宿、千葉、東京地下鐵東西線方向 |
| 3    | 中央線（快速） ※只限平日停靠 | 下行 | 三鷹、立川、八王子、高尾方向     |
| 4    | 中央線（快速） ※只限平日停靠 | 上行 | 新宿、東京方向                   |

（來源：JR東日本:車站構內圖 （页面存档备份，存于））

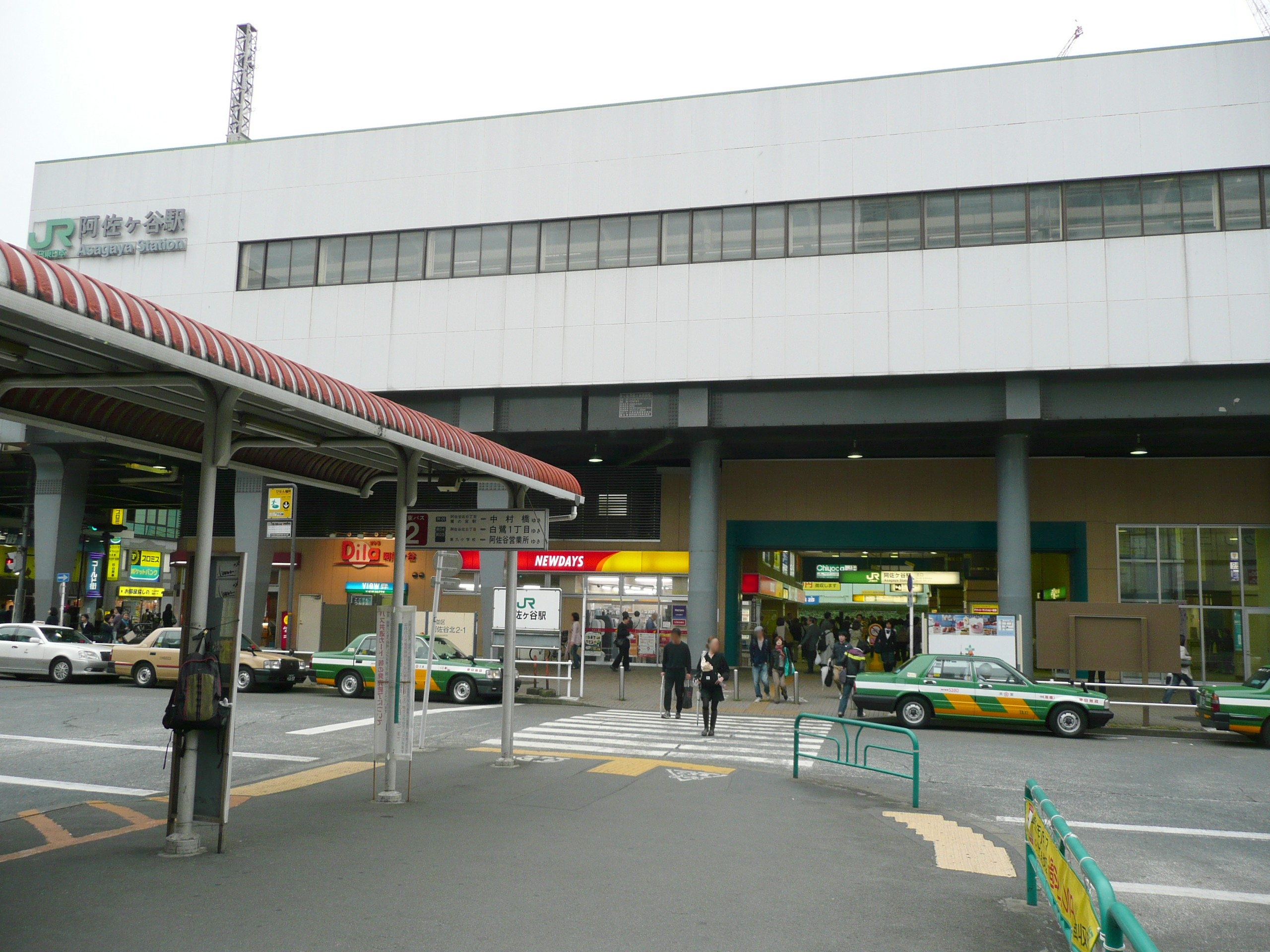
北口
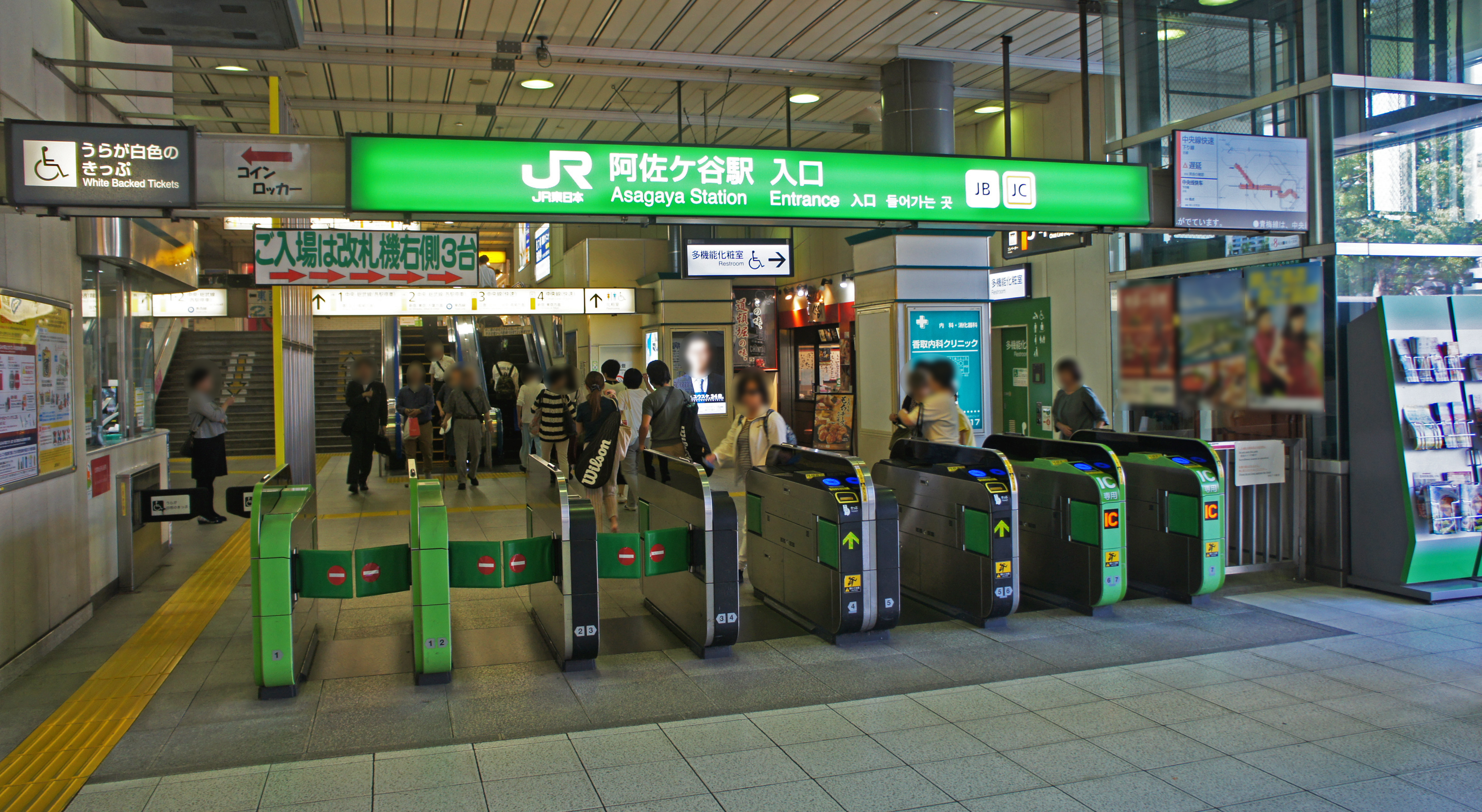
東口閘口（2019年9月）
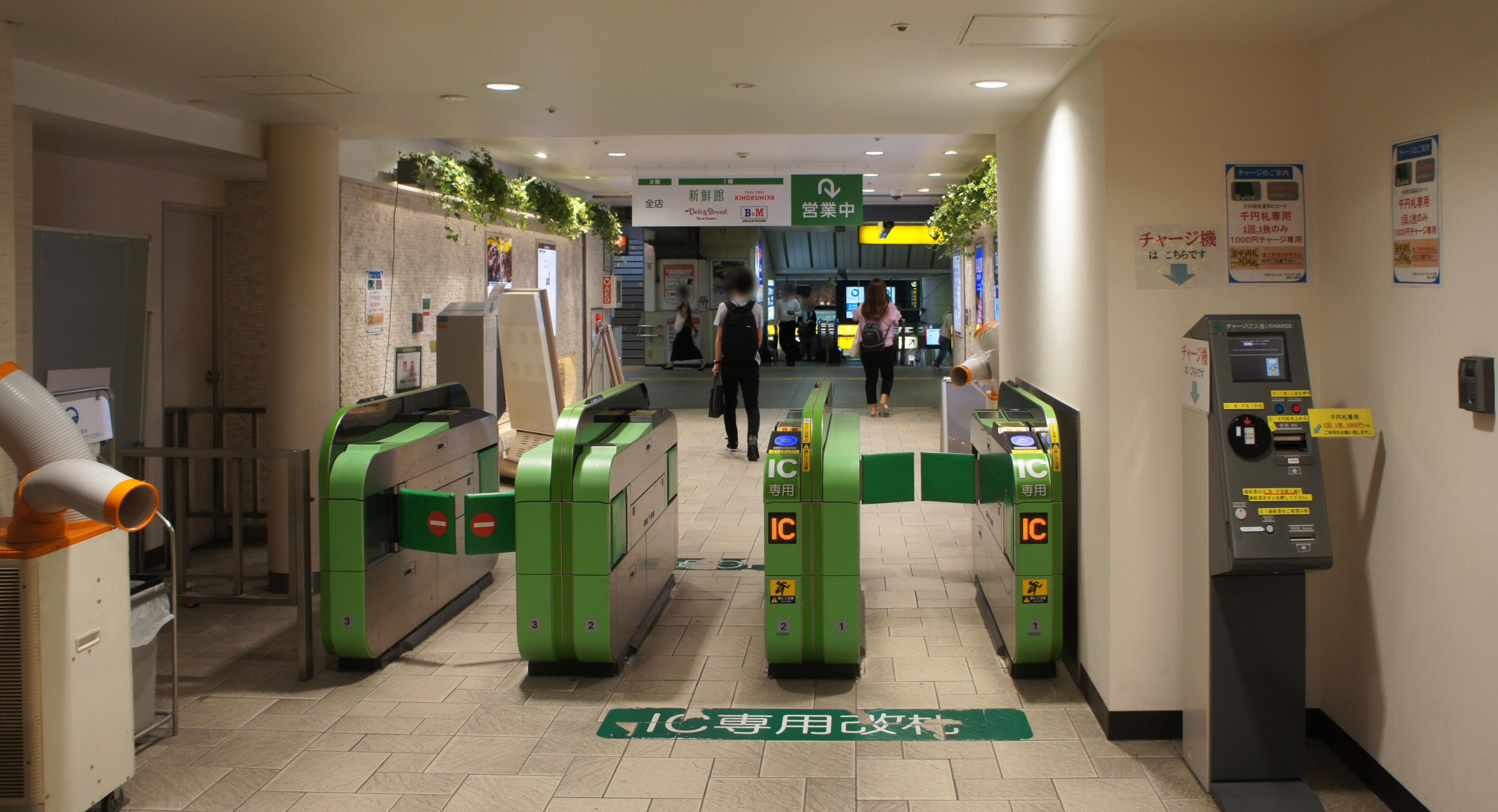
西口閘口（2019年9月）
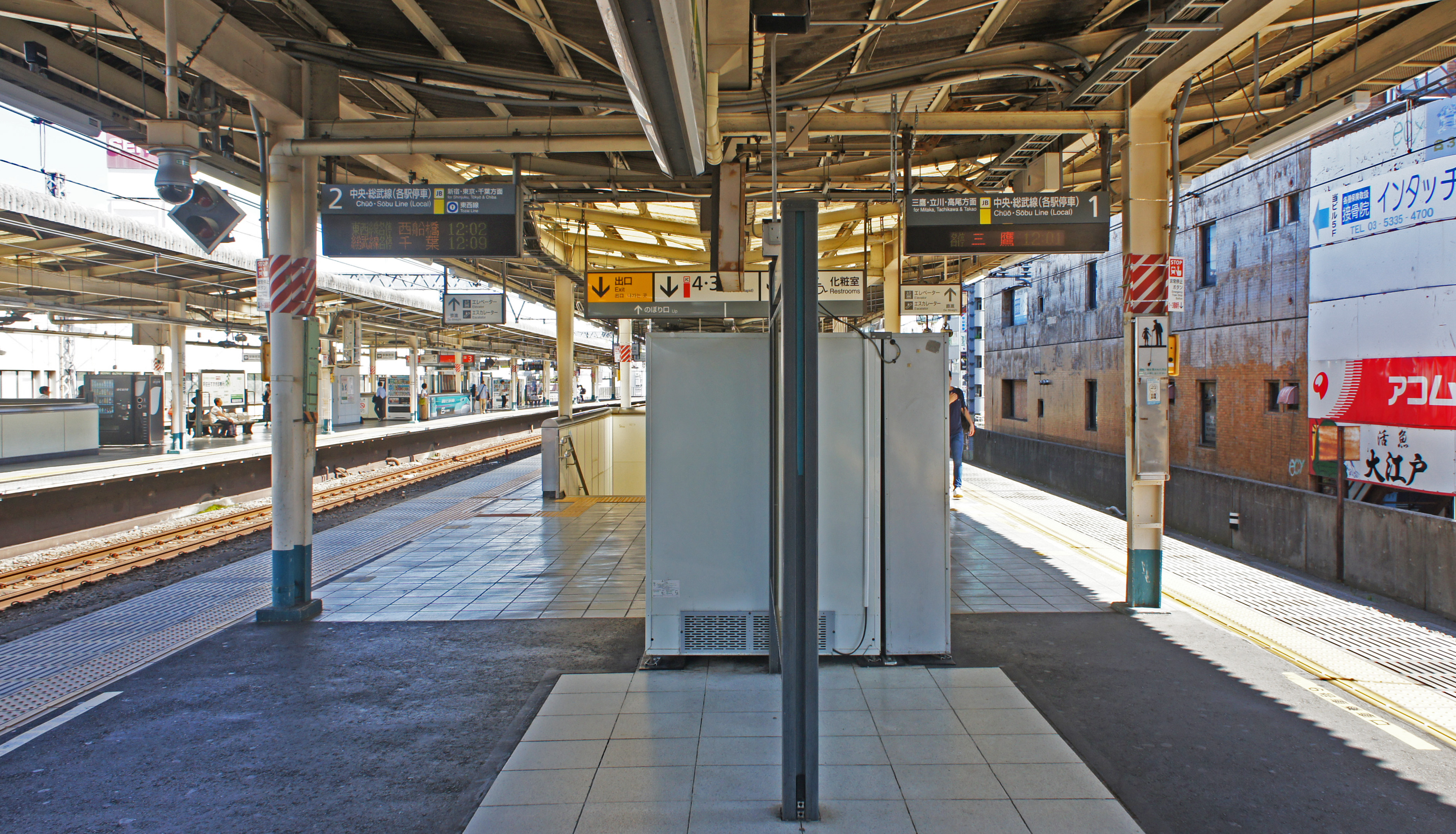
1、2號月台（中央·總武線）（2019年9月）
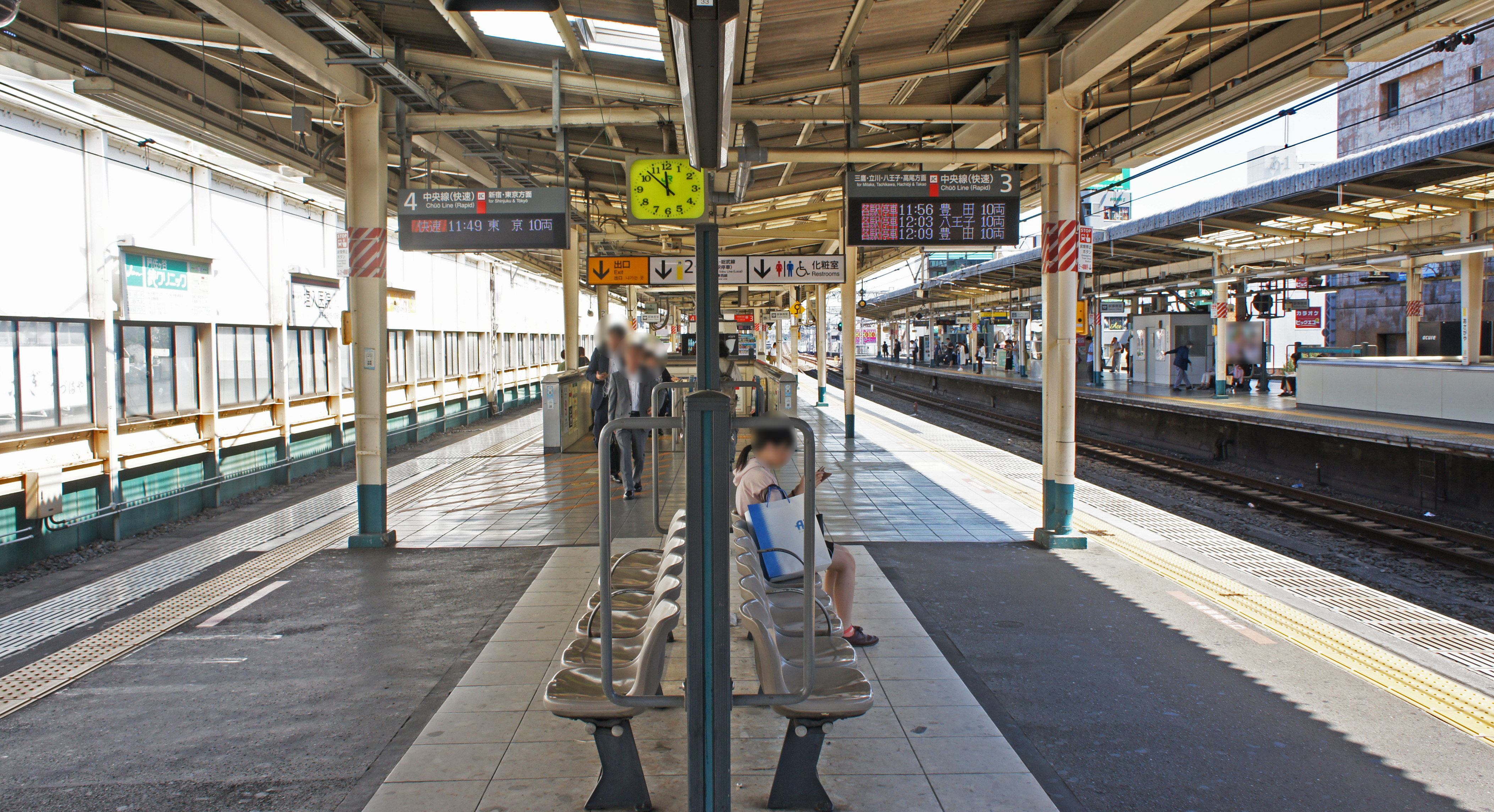
3、4號月台（中央快速線）（2019年9月）

## 利用狀況
2019年（令和元年）度1日平均上車人次為45,603人。
近年的推移如下表。
| 年度               | 1日平均 上車人次 | 來源     |
| ------------------ | ---------------- | -------- |
| 1990年（平成02年） | 44,712           | [ * 1 ]  |
| 1991年（平成03年） | 45,899           | [ * 2 ]  |
| 1992年（平成04年） | 46,934           | [ * 3 ]  |
| 1993年（平成05年） | 47,005           | [ * 4 ]  |
| 1994年（平成06年） | 45,912           | [ * 5 ]  |
| 1995年（平成07年） | 45,388           | [ * 6 ]  |
| 1996年（平成08年） | 45,537           | [ * 7 ]  |
| 1997年（平成09年） | 44,561           | [ * 8 ]  |
| 1998年（平成10年） | 44,085           | [ * 9 ]  |
| 1999年（平成11年） | 43,744           | [ * 10 ] |
| 2000年（平成12年） | 43,724           | [ * 11 ] |
| 2001年（平成13年） | 43,935           | [ * 12 ] |
| 2002年（平成14年） | 44,039           | [ * 13 ] |
| 2003年（平成15年） | 44,204           | [ * 14 ] |
| 2004年（平成16年） | 43,970           | [ * 15 ] |
| 2005年（平成17年） | 43,869           | [ * 16 ] |
| 2006年（平成18年） | 44,566           | [ * 17 ] |
| 2007年（平成19年） | 45,255           | [ * 18 ] |
| 2008年（平成20年） | 44,699           | [ * 19 ] |
| 2009年（平成21年） | 44,303           | [ * 20 ] |
| 2010年（平成22年） | 43,800           | [ * 21 ] |
| 2011年（平成23年） | 43,096           | [ * 22 ] |
| 2012年（平成24年） | 43,538           | [ * 23 ] |
| 2013年（平成25年） | 44,298           | [ * 24 ] |
| 2014年（平成26年） | 44,101           | [ * 25 ] |
| 2015年（平成27年） | 44,615           | [ * 26 ] |
| 2016年（平成28年） | 44,666           | [ * 27 ] |
| 2017年（平成29年） | 45,642           | [ * 28 ] |
| 2018年（平成30年） | 46,089           | [ * 29 ] |
| 2019年（令和元年） | 45,603           |          |

## 車站周邊
由於住宅在周邊密集，商店街亦多。南口為長大的商店街阿佐谷珍珠中心。這商店街於8月的第一週目有七夕祭。站構内亦有設置七夕裝飾。
- 杉並區役所（中杉通南へ徒步10分鐘左右）
- 東京地下鐵丸之內線南阿佐谷站（中杉通南 徒步10分鐘左右）
- 中杉通

## 路線巴士
關東巴士
[ 阿01 ]　阿佐谷站～中村橋（經鷺ノ宮站）
[ 阿02 ]　白鷺一丁目～阿佐谷站～荻窪站～白鷺一丁目（限午前）
[ 阿03 ]　阿佐谷站→中村橋（經下井草站:限朝1班）
[ 阿04 ]　阿佐谷站～白鷺一丁目（限夕方）
[ 阿05 ]　荻窪站～阿佐谷站～白鷺一丁目（限午後）
[ 阿45 ]　阿佐谷站～中野站
[ 阿50 ]　阿佐谷站～石神井公園站
[ 阿51 ]　阿佐谷站～下井草站
阿佐谷站～阿佐谷営業所
西武巴士
[ 荻15 ]　阿佐谷站～長久保
京王巴士東
[ すぎ丸 ]　阿佐谷站～濱田山站
永福　阿佐谷站～永福町
[ 澁66 ]　阿佐谷站～澀谷站
都営巴士
[ 澁66 ]　阿佐谷站～澀谷站

## 歷史
- 1922年（大正11年）7月15日－本站開業。
- 1964年（昭和39年）9月22日－本站四線路段的其中兩線完成高架化。
- 1966年（昭和41年）4月3日－四線路段完成高架化。
- 1987年（昭和62年）4月1日－國鐵分割民營化，本站由JR東日本和JR貨物接手管理。
- 2001年（平成13年）11月18日－智能卡系統Suica正式投入服務。

## 相鄰車站
東日本旅客鐵道
 中央線（快速）
■通勤特快、■中央特快、■青梅特快、■通勤快速（以上為全部列車）、■快速（六、日、假期）
通過
■快速（平日下行高尾方向視作「各站停車」）
高圓寺（JC 07）－阿佐谷（JC 08）－荻窪（JC 09）
 中央·總武線（各站停車）、直通 東西線
高圓寺（JB 06）－阿佐谷（JB 05）－荻窪（JB 04）

### 利用狀況
1. ↑  東京都統計年鑑 （页面存档备份，存于） - 東京都
2. ↑  杉並区統計書 （页面存档备份，存于） - 杉並区

JR東日本1999年度以後的上車人次
1. ↑  各駅の乗車人員（1999年度） （页面存档备份，存于） - JR東日本
2. ↑  各駅の乗車人員（2000年度） （页面存档备份，存于） - JR東日本
3. ↑  各駅の乗車人員（2001年度） （页面存档备份，存于） - JR東日本
4. ↑  各駅の乗車人員（2002年度） （页面存档备份，存于） - JR東日本
5. ↑  各駅の乗車人員（2003年度） （页面存档备份，存于） - JR東日本
6. ↑  各駅の乗車人員（2004年度） （页面存档备份，存于） - JR東日本
7. ↑  各駅の乗車人員（2005年度） （页面存档备份，存于） - JR東日本
8. ↑  各駅の乗車人員（2006年度） （页面存档备份，存于） - JR東日本
9. ↑  各駅の乗車人員（2007年度） （页面存档备份，存于） - JR東日本
10. ↑  各駅の乗車人員（2008年度） （页面存档备份，存于） - JR東日本
11. ↑  各駅の乗車人員（2009年度） （页面存档备份，存于） - JR東日本
12. ↑  各駅の乗車人員（2010年度） （页面存档备份，存于） - JR東日本
13. ↑  各駅の乗車人員（2011年度） （页面存档备份，存于） - JR東日本
14. ↑  各駅の乗車人員（2012年度） （页面存档备份，存于） - JR東日本
15. ↑  各駅の乗車人員（2013年度） （页面存档备份，存于） - JR東日本
16. ↑  各駅の乗車人員（2014年度） （页面存档备份，存于） - JR東日本
17. ↑  各駅の乗車人員（2015年度） （页面存档备份，存于） - JR東日本
18. ↑  各駅の乗車人員（2016年度） （页面存档备份，存于） - JR東日本
19. ↑  各駅の乗車人員（2017年度） （页面存档备份，存于） - JR東日本
20. ↑  各駅の乗車人員（2018年度） （页面存档备份，存于） - JR東日本
21. ↑  各駅の乗車人員（2019年度） （页面存档备份，存于） - JR東日本

東京都統計年鑑
1. ↑  .   [2020-07-29]. （原始内容存档于2016-03-05）.
2. ↑  .   [2020-07-29]. （原始内容存档于2016-03-05）.
3. ↑  .   [2017-12-07]. （原始内容存档于2013-08-15）.
4. ↑  .   [2017-12-07]. （原始内容存档于2013-02-03）.
5. ↑  .   [2017-12-07]. （原始内容存档于2013-02-03）.
6. ↑  .   [2017-12-07]. （原始内容存档于2013-02-03）.
7. ↑  .   [2017-12-07]. （原始内容存档于2013-02-03）.
8. ↑  .   [2017-12-07]. （原始内容存档于2016-03-04）.
9. ↑  東京都統計年鑑（平成10年）PDF
10. ↑  東京都統計年鑑（平成11年）PDF
11. ↑  .   [2017-12-07]. （原始内容存档于2016-03-04）.
12. ↑  .   [2017-12-07]. （原始内容存档于2016-03-04）.
13. ↑  東京都統計年鑑（平成14年）[永久]
14. ↑  東京都統計年鑑（平成15年）[永久]
15. ↑  東京都統計年鑑（平成16年）[永久]
16. ↑  東京都統計年鑑（平成17年）[永久]
17. ↑  東京都統計年鑑（平成18年）[永久]
18. ↑  東京都統計年鑑（平成19年）[永久]
19. ↑  東京都統計年鑑（平成20年）[永久]
20. ↑  .   [2017-12-07]. （原始内容存档于2016-03-26）.
21. ↑  .   [2017-12-07]. （原始内容存档于2016-03-27）.
22. ↑  .   [2017-12-07]. （原始内容存档于2016-03-25）.
23. ↑  .   [2017-12-07]. （原始内容存档于2016-03-27）.
24. ↑  .   [2017-12-07]. （原始内容存档于2016-03-22）.
25. ↑  .   [2017-12-07]. （原始内容存档于2017-07-30）.
26. ↑  .   [2017-12-07]. （原始内容存档于2018-11-09）.
27. ↑  .   [2020-07-29]. （原始内容存档于2019-05-02）.
28. ↑  .   [2020-07-29]. （原始内容存档于2019-12-03）.
29. ↑  .   [2020-07-29]. （原始内容存档于2020-08-04）.

## 外部連結
- 車站資訊（阿佐谷）：東日本旅客鐵道

35°42′17.18″N 139°38′6.94″E / 35.7047722°N 139.6352611°E